# 張宗演
张宗演（1244年—1292年），字世传，号简斋，元朝道士，正一道第三十六代天师，信州贵溪县（今江西省贵溪市）人。第三十五代天师張可大次子。
至元十三年（1276年），忽必烈灭南宋，遣使召见他。张宗演奉召至大都（今北京），忽必烈说:“之前己未年，朕至鄂州，令王一清去访问张卿之父，卿父派人对朕说：后二十年天下当混一。神仙之言应验于今。”特赐玉芙蓉冠、组金无缝服，赐号演道灵应冲和玄静真人，受命主领江南道教，赐银印。至元十八年（1281年）、至元二十五年（1288年）再次入觐。忽必烈命取其祖天师张道陵所传玉印、宝剑观看，对侍臣说：“朝代更替已不知有多少，而天师剑印传给子孙今日尚存，是其真有神明之相吗！”至元二十九年（1292年），卒，其子张与棣嗣，为三十七代天师，在位两年，卒于京师。张宗演次子張與材嗣为三十八代天师。